# Варшавски гето
Варшавски гето био је највећи од изолованих делова градова (гетоа) у које је нацистички режим крајем 1930-их и почетком 1940-их затварао Јевреје у оквиру холокауста на подручју Немачке и окупираних земаља. У гету је дошло до великог устанка, који је једини организовани и масовни отпор Јевреја холокаусту.
Један део града био је у великој мери изолован градњом зидова, зазидавањем врата и прозора на зградама итд. Из њега су исељени други становници и присилно смештени Јевреји. Средином 1942. ту је било смештено чак пола милиона људи, трпећи од оскудице, болести и других проблема.
У мају 1942. започета је депортација у логоре смрти; у априлу 1943. остала је половина првобитног броја Јевреја.
Крајем 1942. почеле су се у гету организовати групе отпора. Када су у јануару 1943. одреди СС-оваца, жандара и пољских полицајаца ушли у гето да наставе са депортацијама, дочекани су оружјем. Нацисти су тада одлучили уништити гето. Пољски покрет отпора обавестио је 18. априла браниоце гета да Немци спремају офанзиву великих размера. Насупрот Јеврејској борбеној организацији (ЈОБ) која је у двадесетак друпа имала око три стотине слабо наоружаних бораца, стајало је десетак хиљада нациста под командом СС-пуковника фон Самерн-Франкенега (von Sammern-Frankkenegga).
Први одреди појавили су се у зору на улазима гета. Браниоци су СС-овце дочекали паљбом и већ после десетак минута два тенка су била у пламену и први напад је био одбијен. Фон Самерн је смењен и команду је преузео СС-генерал Ј. Строп (Ј.Stroop). Ни поновљени напади нису сломили отпор, а повећан је број мртвих и рањених нациста.
Немци тада бацају против гета све расположиве снаге: есесовце, полицију и Вермахт и продирући у поједине делове града бацачима пламена спаљивали су све зграде.
У ратном билтену бр.5 ЈОБ описује стање 22. априла: „Очигледно је да су Немци ватром опустошили гето, јер су увидели да не могу сломити отпор отвореном борбом. Хиљаде жена и деце изгорело је у кућама: неки су у запаљеној одећи личили на живе бакље. Но одлука бораца да не попусте није ослабила ни у овим условима“. Тек увече 16. маја генерал Строп је могао обавестити претпостављене да јеврејски гето у Варшави више не постоји.
Око 20.000 преживелих одведено је у логоре смрти.